# Ganna Kalinina
Ganna Heorhiïvna Kalinina (Ганна Георгіївна Калініна: Kiev, 1 de maio de 1979) é uma velejadora ucraniana. 

## Carreira
Ganna Kalinina representou seu país nos Jogos Olímpicos de 2004, na qual conquistou uma prata na yngling em 2004. 